# Liatongus endrodii
Liatongus endrodii är en skalbaggsart som beskrevs av Vladimir Balthasar 1956. Liatongus endrodii ingår i släktet Liatongus och familjen bladhorningar. Inga underarter finns listade i Catalogue of Life.